# Гімн Бутану
Друк ценден (тиб. འབྲུག་ཙན་དན་, «драконівське королівство») — державний гімн Бутану. Спочатку текст гімну складався з 12 рядків, але в 1964 році був урізаний адміністрацією монархії до 6 рядків.
Необхідність створення гімну гостро встала напередодні державного візиту в Бутан індійського прем'єр-міністра Джавахарлала Неру. Написання музики до гімну було доручено керівнику військового духового оркестру країни Аку Тонгмі, який, до слова, здобув освіту в Індії. Основою для мелодії послужили індійський і британський гімни, а також народна бутанська пісня «Три Ньяма медпа пемай три» (укр. Одвічний трон лотоса). Крім того, Тонгмі став і автором хореографічного супроводу до гімну, також заснованого на національних танцювальних рухах. Музика до гімну Бутану двічі зазнавала змін наступниками Тонгмі (на посаді керівника оркестру).

## Текст гімну
| Оригінальний гімн мовою дзонг-ке | Переклад українською мовою | Переклад англійською мовою |
| --- | --- | --- |
| འབྲུག་ཙན་དན་བཀོད་པའི་རྒྱལ་ཁབ་ནང་ དཔལ་ལུགས་གཉིས་བསྟན་སྲིད་སྐྱོང་བའི་མགོན་ འབྲུག་རྒྱལ་པོ་མངའ་བདག་རིན་པོ་ཆེ་ སྐུ་འགྱུར་མེད་བརྟན་ཅིང་ཆབ་སྲིད་འཕེལ་ ཆོས་སངས་རྒྱས་བསྟན་པ་དར་ཞིང་རྒྱས་ འབངས་བདེ་སྐྱིད་ཉི་མ་ཤར་བར་ཤོག་ | У королівстві дракона-громовержця, де ростуть кипариси, В обителі славних релігійних і громадянських традицій Дракона наслідний правитель, дорогоцінний монарх Вічно живе і царюванням своїм веде до процвітання, Вчення Будди пишно ростуть у цвітінні, Дозволяючи людям сяяти наче сонце миру і щастя! | In the Thunder Dragon Kingdom, adorned with cypress trees, The protector who guards the teaching of the dual system, He, the precious and glorious ruler, the King, causes dominion to spread, While his unchanging person abides in constancy, May the sun of peace and happiness shine on the people. |